# Adelbert-von-Chamisso-Preis

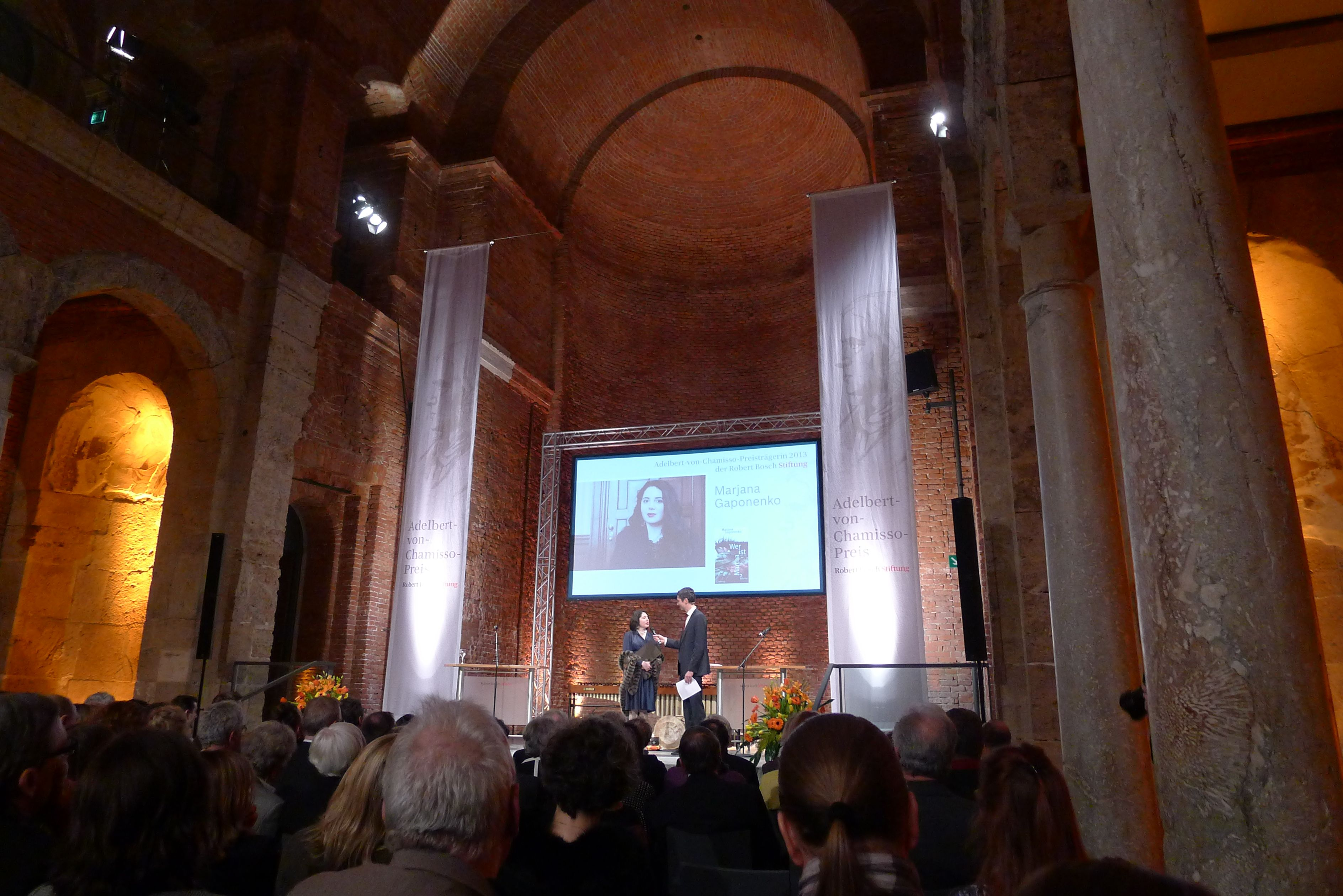
Uitreiking van de Adelbert-von-Chamisso-Preis 2013

De Adelbert-von-Chamisso-Preis was een literatuurprijs, ingesteld door de Robert Bosch Stichting. De prijs wordt toegekend  door de Beierse Academie van Schone Kunsten. De prijs is bedoeld voor werken in het Duits, geschreven door schrijvers die een andere taal  als moedertaal hebben. De naamgever van de prijs Adelbert von Chamisso had Frans als moedertaal, maar schreef zijn meest bekende werk in het Duits. De prijs is gedoteerd met een geldbedrag van 15.000 euro. Naast de prijs worden jaarlijks een of twee aanmoedigingsprijzen toegekend. Sinds 1997 reikt de stichting ook - onregelmatig - eregiften uit, een blijk van bijzonder eerbetoon voor personen die zich in de zin van Adelbert von Chamisso-Preis verdienstelijk hebben gemaakt.

## Prijswinnaars
- 1985 - Aras Ören; Rafik Schami (AP)
- 1986 - Ota Filip
- 1987 - Franco Biondi en Gino Chiellino
- 1988 - Elazar Benyoëtz; Zafer Senocak (AP)
- 1989 - Yüksel Pazarkaya; Zehra Cirak (AP)
- 1990 - Cyrus Atabay; Alev Tekinay(AP)
- 1991 - Libuše Moníková; SAID (AP)
- 1992 - Adel Karasholi en Galsan Tschinag
- 1993 - Rafik Schami; Ismet Elci (AP)
- 1994 - Dante Andrea Franzetti; Dragica Rajcic (AP)
- 1995 - György Dalos; Lásló Csiba (AP)
- 1996 - Yoko Tawada; Marian Nakitsch (AP)
- 1997 - Güney Dal und José F.A. Oliver
- 1998 - Natascha Wodin; Abdellatif Belfellah (AP)
- 1999 - Emine Sevgi Özdamar; Selim Özdogan (AP)
- 2000 - Ilija Marinow Trojanow; Terézia Mora (AP), Aglaja Veteranyi (AP)
- 2001 - Zehra Cirak; Radek Knapp (AP), Vladimir Vertlib (AP)
- 2002 - SAID; Francesco Micieli (AP), Catalin Dorian Florescu (AP)
- 2003 - Ilma Rakusa; Hussain Al-Mozany (AP), Marica Bodrozic (AP)
- 2004 - Asfa-Wossen Asserate en Zsuzsa Bánk; Yadé Kara (AP)
- 2005 - Feridun Zaimoğlu; Dimitré Dinev (AP)
- 2006 - Zsuzsanna Gahse; Sudabeh Mohafez en Eleonora Hummel
- 2007 - Magdalena Sadlon; Que Du Luu en Luo Lingyuan (AP)
- 2008 - Saša Stanišić; Michael Stavarič en Léda Forgó (AP)
- 2009 - Artur Becker; María Cecilia Barbetta en Tzveta Sofronieva (aP)
- 2010 - Terézia Mora; Abbas Khider en Nino Haratischwili (AP)
- 2011 - Jean Krier; Olga Martynova en Nicol Ljubić (AP)
- 2012 - Michael Stavarič; Akos Doma en Ilir Ferra (AP)
- 2013 - Marjana Gaponenko; Matthias Nawrat en Anila Wilms (AP)
- 2014 - Ann Cotten; Dana Ranga en Nellja Veremej (AP)
- 2015 - Sherko Fatah; Olga Grjasnowa en Martin Kordic (AP)
- 2016 - Esther Kinsky en Uljana Wolf
- 2017 - Abbas Khider; Barbi Marković en Senthuran Varatharajah (FP)

(AP = Aanmoedigingsprijs)

## Eregift
- 1997 - Jirí Grusa
- 2001 - Imre Kertész
- 2002 - Harald Weinrich